# I Promised Myself
I Promised Myself – singel Nicka Kamena z 1990 roku. Został wyprodukowany przez Mike’a Paxmana i Paula Muggletona. Własne wersje z nagrali także A*Teens (2004) oraz Basshunter (2009).

## Lista utworów
- Płyta gramofonowa 7", singel promocyjny (1990)[2]

A. „I Promised Myself” – 3:55
B. „I Promised Myself” – 3:55
- Płyta gramofonowa (maxi-singel 12") (1990)[1][3]

A. „I Promised Myself” (Extended Version) – 5:40
B1. „I Promised Myself” (Single Version) – 3:55
B2. „You Are” – 3:58
- CD maxi-singel (1990)[4]

1. „I Promised Myself” – 3:56
2. „You Are” – 4:00
3. „Don’t Hold Out” – 4:16
4. „Tell Me” – 4:21

- Płyta gramofonowa 7" (1990)[1]

1. „I Promised Myself” – 3:55
2. „You Are” – 3:58

- Płyta gramofonowa 12" (1990)[5][6]

A. „I Promised Myself” (Independiente Mix)
B1. „You Are”
B2. „I Promised Myself”
- Płyta gramofonowa 12", singel promocyjny (1990)[7]

A. „I Promised Myself” (Extended Version) – 5:40
B. „I Promised Myself” (Single Version) – 3:55
- Płyta gramofonowa, singel 7" (1990)[8]

A. „I Promised Myself” – 3:55
B. „You Are” – 3:58
- CD maxi-singel, singel promocyjny (1990)[9]

1. „I Promised Myself” (Single Version) – 3:57
2. „I Promised Myself” (Extended Mix) – 5:41

- Płyta gramofonowa 12" (czerwiec 2003)[10]

A. „I Promised Myself 2003” (Extended Mix)
B. „On a Wave” (Original Mix)
- Płyta gramofonowa 12" (2003)[11]

A. „I Promised Myself” (Extended Mix) – 7:05
B1. „I Promised Myself” (Radio Mix) – 3:05
B2. „On a Wave” (Radio Mix) – 6:32
- CD singel (2004)[12]

1. „I Promised Myself 2004” (Radio Edit) – 3:54
2. „I Promised Myself 2004” (Extended Mix) – 7:05
3. „On a Wave” – 6:32

## Notowania na listach przebojów

### Wersja z 1990 roku
| Kraj            | Lista           | Najwyższa pozycja | Sprzedaż | Certyfikacja |
| --------------- | --------------- | ----------------- | -------- | ------------ |
| Austria         | Singles Top 75  | 1                 | 15 000   | złoto        |
| Szwecja         | Top 60 Singles  | 1                 | 10 000   | złoto        |
| Szwajcaria      | Singles Top 75  | 3                 | –        | –            |
| Holandia        | Single Top 100  | 4                 | –        | –            |
| Niemcy          | Top 100 Singles | 5                 | 150 000  | złoto        |
| Holandia        | Top 40          | 6                 | –        | –            |
| Włochy          | Top 100         | 8                 | –        | –            |
| Francja         | Top 100 Singles | 11                | –        | –            |
| Wielka Brytania | Singles Top 100 | 50                | –        | –            |

### Wersja z 2004 roku
| Kraj/Region       | Lista (2004)   | Najwyższa pozycja |
| ----------------- | -------------- | ----------------- |
| Belgia (Flandria) | Ultratip       | 4                 |
| Belgia (Flandria) | Ultratop 50    | 6                 |
| Belgia (Walonia)  | Ultratip       | 9                 |
| Bułgaria          | Singles Top 50 | 6                 |

## Wersja Basshuntera
I Promised Myself – trzynasty singel szwedzkiego muzyka Basshuntera wydany 29 listopada 2009 roku. Był to drugi singel z albumu Basshuntera Bass Generation.
Singel jest coverem singla o tym samym tytule z 1989 roku wykonanego przez Nicka Kamena.

### Lista utworów
- Digital download (15 grudnia 2009)[28]

1. „I Promised Myself” (Radio Edit) – 2:38
2. „I Promised Myself” (Extended Mix) – 4:04
3. „I Promised Myself” (Pete Hammond Edit) – 3:11
4. „I Promised Myself” (Pete Hammond Remix) – 6:55
5. „I Promised Myself” (7th Heaven Edit) – 2:55
6. „I Promised Myself” (7th Heaven Remix) – 6:04
7. „I Promised Myself” (Hixxy Remix) – 5:34
8. „I Promised Myself” (Bad Behavior Remix) – 5:09

### Teledysk
Teledysk wyreżyserowany przez Aleksa Herrona został nakręcony w Maladze. Teledysk został opublikowany 15 października 2009 roku. Została również opublikowana wersja teledysku do remiksu Pete’ego Hammonda.

### Pozycje na listach przebojów
| BBC | [ 32 ] |

| Kraj            | Lista (2009)    | Najwyższa pozycja |
| --------------- | --------------- | ----------------- |
| Wielka Brytania | Top 100 Singles | 94                |